# Les Damps
Les Damps je francouzská obec v departementu Eure v regionu Normandie. V roce 2010 zde žilo 1 264 obyvatel.

## Vývoj počtu obyvatel
Počet obyvatel 